# パキョン空港
パキョン空港（パキョンくうこう、英語: Pakyong Airport) は、インドのシッキム州に建設された州唯一の空港である。当空港が建設されるまで、シッキム州はインドで唯一空港の無い州であった。

## 概要

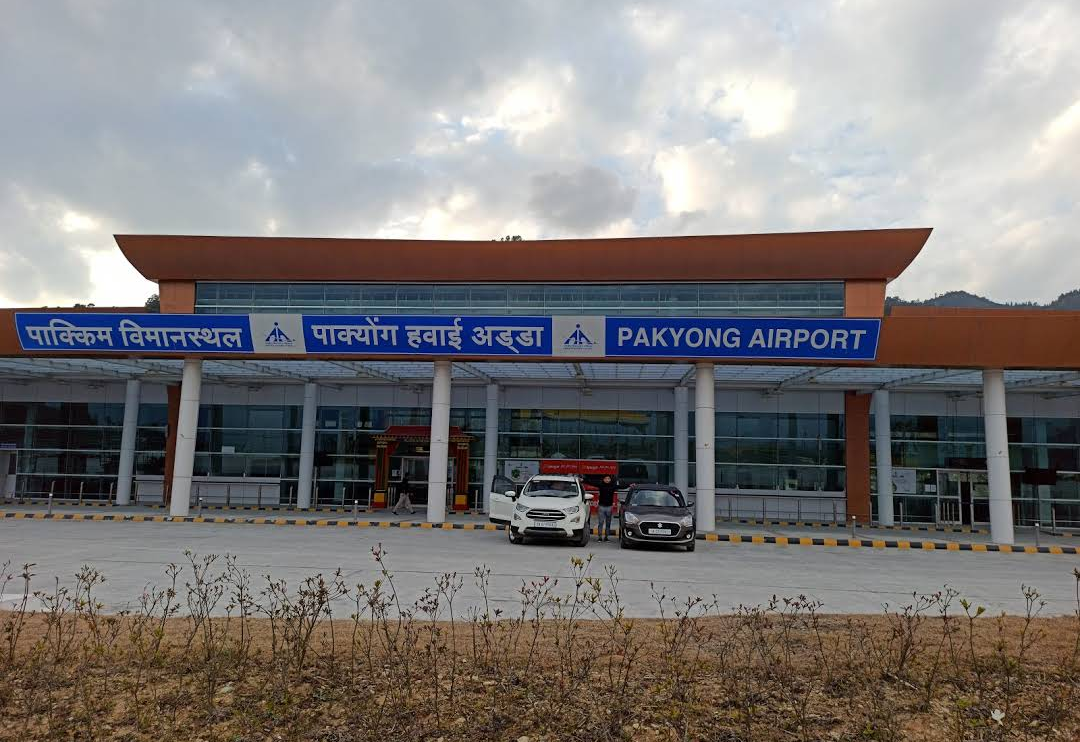
ターミナルビル

シッキム州の州都ガントクの中心部から南南西に約12kmのパキョンに位置する。ヒマラヤ山脈から延びる長大な尾根の斜面を削って建設され、標高は1,400mほど。
2,380 m2 (25,600 sq ft)のターミナルビルは、100名の乗客を収容でき、80台が駐車可能な駐車場、消防施設付きの管制塔を備えている。当空港には、無指向性無線標識、超短波全方向式無線標識、滑走路灯、飛行場灯台、PAPIなどの計器着陸装置が設置される。

## 歴史

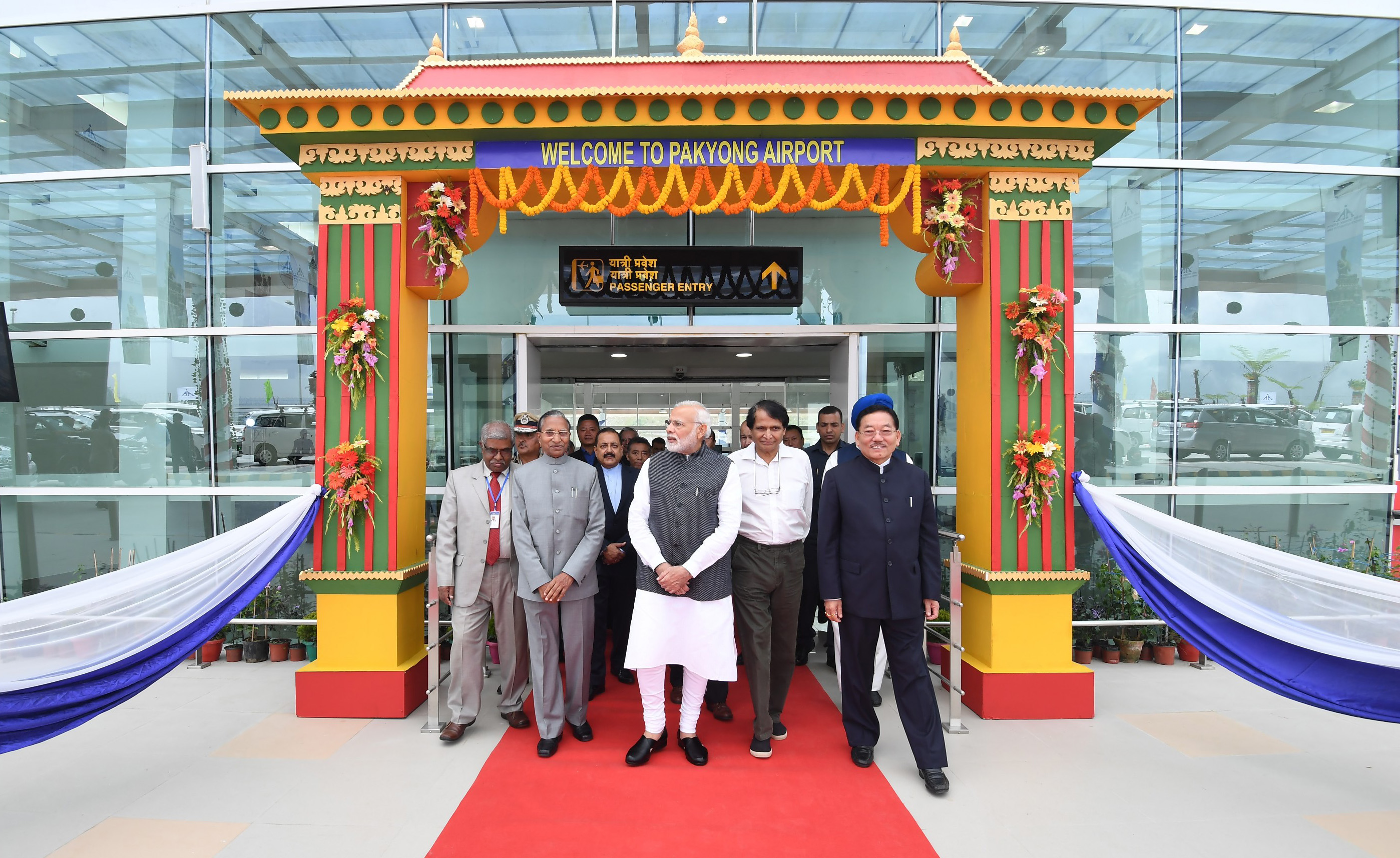
式典での記念写真
モディ首相が写っている

建設は2009年に開始され、2012年までに完成する予定だった。2018年3月5日に、インド空軍のドルニエ 228が当空港に初めて着陸した。3月10日には、スパイスジェットのボンバルディアQ400が旅客機として最初に着陸した。2018年10月4日からスパイスジェットが商業飛行を開始する予定である。ロイヤルブータン航空が2019年1月から当空港とパロ空港間の就航を予定している。 

## 乗入れ航空会社及び就航路線
| 航空会社         | 就航地                                    |
| ---------------- | ----------------------------------------- |
| スパイスジェット | グワーハーティー, コルカタ （10/4〜予定） |